# Jędrzychów (Opole)
Pour les articles homonymes, voir Jędrzychów.
Jędrzychów est une localité polonaise située dans la gmina et le powiat de Nysa en voïvodie d'Opole.